# 大間々扇状地
大間々扇状地（おおまませんじょうち）は、群馬県の東部（東毛）にある渡良瀬川が作り上げた扇状地である。扇頂はみどり市大間々町付近。古名は笠懸野（かさかけの）。

## 地理

江戸時代、岡上景能によって用水路が開削され、当地の開拓が進んだ。

大間々扇状地は、足尾山地に源を有する渡良瀬川が赤城山の南東部の麓で関東平野に達し、桐生市から伊勢崎市や太田市に達する地域に土砂を堆積して形成された。
みどり市大間々町付近が扇頂となり、太田市西部の新田地区付近一帯が扇端となっている。扇頂付近からの伏流水は、新田地区付近で湧き水となるところが多く、新田地区には市野井や金井など「井」の付く地名が見られる。
現在の渡良瀬川は、当扇状地の最東部を流れている。扇頂近くにある阿左美沼（桐生競艇場）は、渡良瀬川の旧流が作り上げた三日月湖である。